# Shangri-La (Titã)

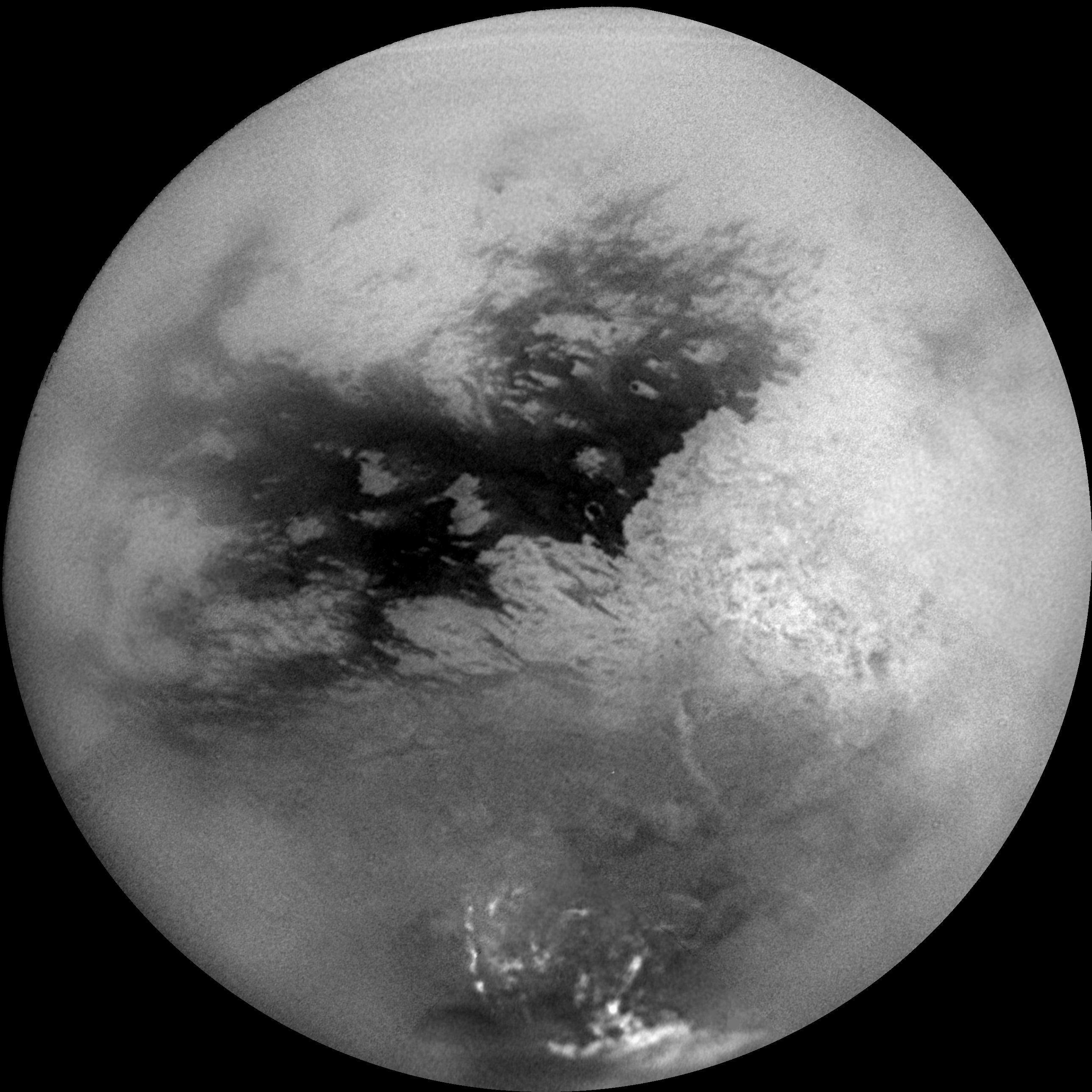
Sangri-La é a área mais escura no centro nesta imagem de Titã; no seu lado direito inferior, brilhante, está Xanadu.

Shangri-La é uma grande e escura região da superfície de Titã, o maior satélite do planeta Saturno. Foi batizada em homenagem ao mítico paraíso terrestre localizado no Tibete.
Imagina-se que a área seja uma grande planície de material arenoso e rochoso escuro e que no passado poderia ter sido um grande oceano, mas hoje encontra-se seco. A região é repleta de "ilhas" brilhantes em terrenos elevados. É delimitada pelas grandes regiões de terrenos elevados: Xanadu a leste, Adiri a oeste e Dilmun ao norte.
A sonda Huygens, da missão Cassini-Huygens, pousou em Sangri-La em janeiro de 2005, perto da fronteira com Adiri. Quando de seu pouso, o calor da lâmpada acoplada na sonda causou uma pequena evaporação de metano do solo, o que seria uma indicação de ter pousado em um local úmido. Em 2012, a Cassini reportou a descoberta de lagos de metano e etano na região.

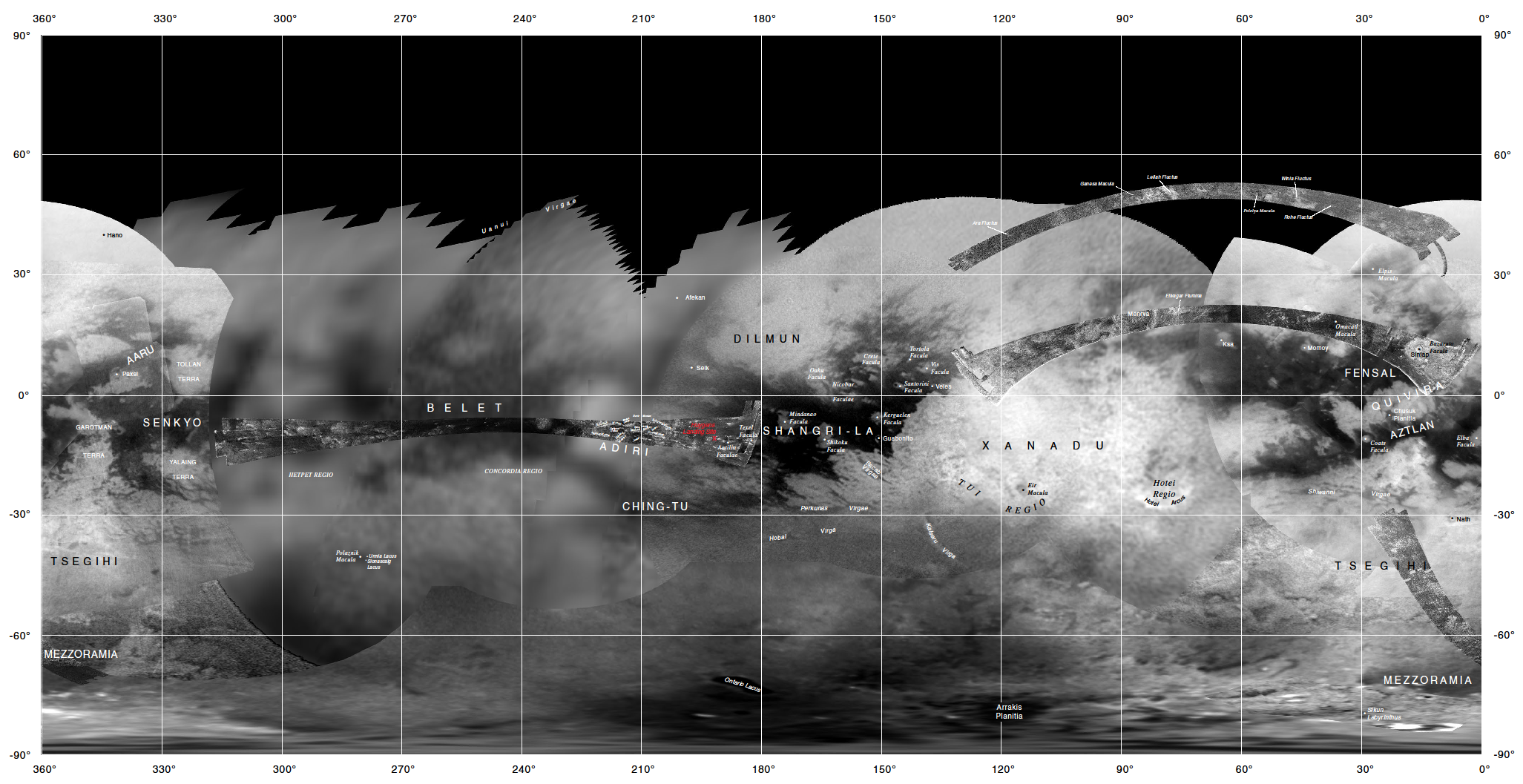
Mapa cartográfico de Titã feito pela Cassini-Huygens com o local de pouso da sonda Huygens, no oeste de Shangri-La, assinalado em vermelho.